# Usina Hidrelétrica do Lobo
A Usina Hidrelétrica do Lobo ou Represa do Broa, é uma usina hidrelétrica do Estado de São Paulo.
Foi inaugurada em 1936 pela Central Elétrica Rio Claro S/A, posteriormente Elektro, e é atualmente administrada pela Aratu Geração S/A. Seu potencial instalado é de 2 MW.
Está localizada junto ao rio do Lobo e rio Itaqueri, conhecida como Represa do Broa, com acesso pela SP-225 no km 106, depois pela Estrada Municipal que liga Itirapina a São Carlos no km 10, e com início no km 206 da rodovia Washington Luís, município de Itirapina, e tem grande importância no desenvolvimento da cidade e região.
Desde os anos 1970, a construção de grandes hidrelétricas diminuiu a importância das usinas menores como a do Lobo, e no presente, suas principais funções são como praia de água doce para moradores e turistas e laboratório a céu aberto de pesquisadores. Atividades de recreação e lazer são as principais funções de seu entorno, e ocorre crescente degradação ambiental.
Seu reservatório é possivelmente um dos corpos d'água mais estudados do país, recebendo pesquisadores da USP, UFSCar, UNESP, UNICAMP e outras instituições. As pesquisas iniciaram nos anos 70, aproveitando a proximidade da represa à USP e UFSCar, na cidade de São Carlos, e à relativa falta de intervenção humana em sua bacia hidrográfica. Ao longo dos anos, uma rede de pesquisadores foi estruturada na área. Até 2011 foram realizados 24 estudos ecológicos e de qualidade da água, 10 de aspectos econômicos, sociais e ambientais, 5 de modelos matemáticos e 3 de instrumentação. O maior número de estudos foi na década de 1990.

## Dados
A bacia hidrográfica do reservatório do Lobo é originada pela captação artificial dos ribeirões; Lobo e Itaqueri e pelos córregos; do Geraldo e das Perdizes.
- Área da superfície: 6.8 km²
- Profundidade máxima: 12 metros
- Profundidade média: 3 metros
- Perímetro: 21 km
- Volume: 22,0 x 106 m³
- Largura máxima: 2 km
- Largura mínima 0,9 km
- Tempo médio de residência: 20 dias[2]